# リトロー図法

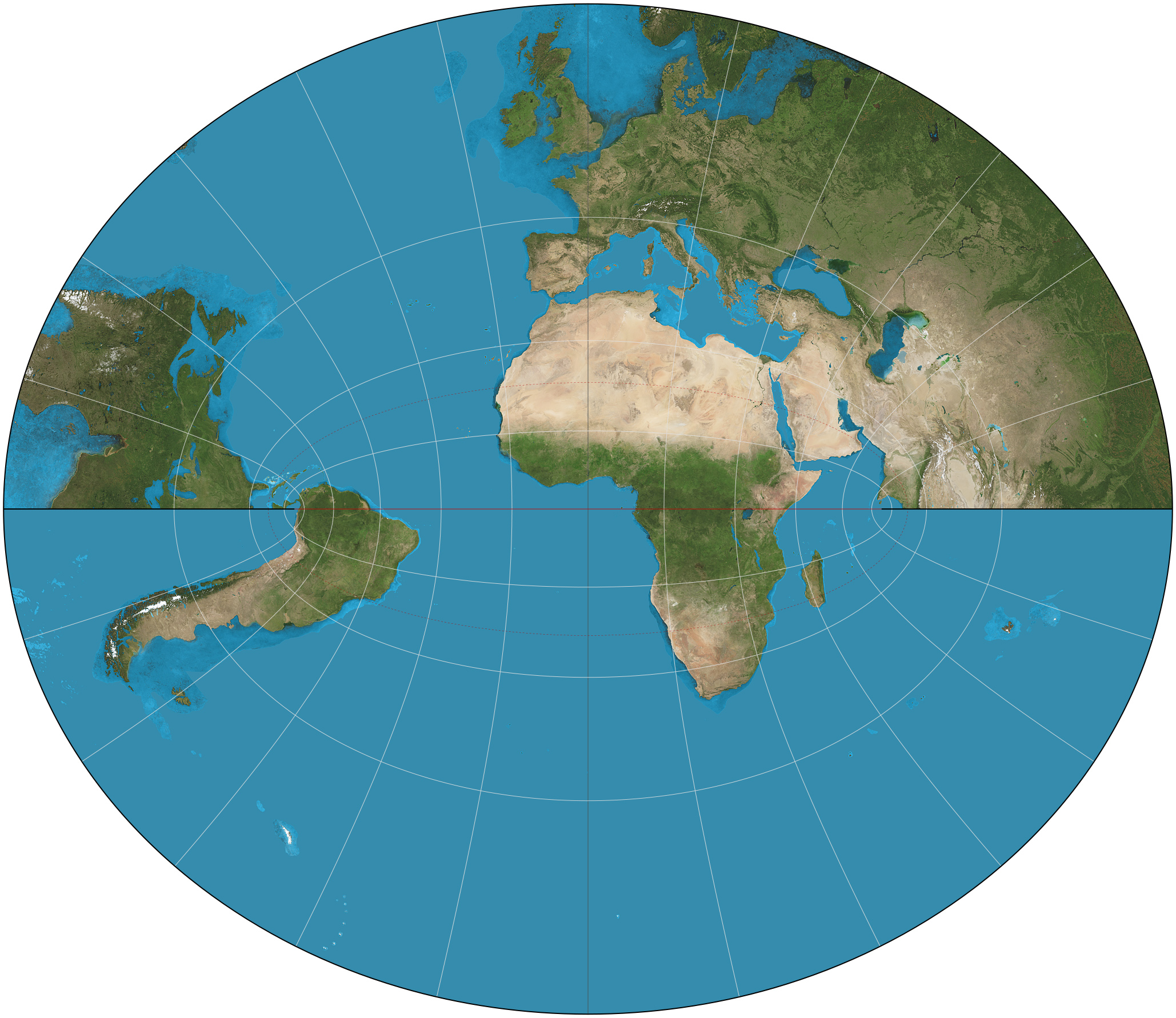
リトロー図法

リトロー図法におけるテイソーの指示楕円

リトロー図法（リトローずほう、Littrow projection）は、地図投影法の一種で、正角逆方位図法である。ヨゼフ・ヨハン・フォン・リトローが1833年に考案した。1890年に Patrick Weir が再考案し、逆方位図法の特徴を活用する利用方法が広がったため、Weir Azimuth diagrams とも呼ばれる。
中央経線を {\displaystyle \lambda _{0}}をするとき、緯度 {\displaystyle \phi }、経度 {\displaystyle \lambda } の地点は地図上で
{\displaystyle x=\sin(\lambda -\lambda _{0})/\cos \phi }
{\displaystyle y=\cos(\lambda -\lambda _{0})\tan \phi }
になる。中央経線を中心とする半球面が平面全体に描かれる。赤道は有限直線である。それ以外の緯線は、南北同緯度線を合わせて楕円を描く。中央経線は直線である。中央経線から±90度の経線は赤道で半直線に折り曲げられ、北半球部分と南半球部分が接する。それ以外の経線は双曲線である。
逆方位図法は「任意の点から見た中心点の方位が正しく表される」図法であって、他の逆方位図法では中心点の経緯度を指定する必要があり、中心点の緯度ごとに地図の形状が変化する。しかしこの図法では、1枚の地図の中央経線上すべての点が逆方位図法の中心点としての性質を満たす。したがって中央経線だけ指定すれば十分で、経緯度線の形状でいえば1種類だけであり、正角な逆方位図法は（平行移動や定数倍、座標系変換を除いて）上の式だけである。さらにこの性質より、任意の点から中央経線上の2点を見込む角も正しい。